# Пайнленд (Техас)
Пайнленд (англ. Pineland) — місто (англ. city) в США, в окрузі Сабін штату Техас. Населення — 888 осіб (2020).

## Географія
Пайнленд розташований за координатами 31°14′44″ пн. ш. 93°58′35″ зх. д. / 31.24556° пн. ш. 93.97639° зх. д. (31.245476, -93.976409). За даними Бюро перепису населення США в 2010 році місто мало площу 5,39 км², з яких 5,23 км² — суходіл та 0,16 км² — водойми.

## Демографія
Згідно з переписом 2010 року, у місті мешкало 850 осіб у 335 домогосподарствах у складі 237 родин. Густота населення становила 158 осіб/км². Було 392 помешкання (73/км²). 
Расовий склад населення:
| - 73,4 % — білих - 21,9 % — чорних або афроамериканців - 0,5 % — корінних американців - 0,2 % — азіатів - 2,0 % — осіб інших рас |

До двох чи більше рас належало 2,0 %. Іспаномовні становили 5,2 % усіх жителів.
За віковим діапазоном населення розподілялося таким чином: 27,6 % — особи молодші 18 років, 56,9 % — особи у віці 18—64 років, 15,5 % — особи у віці 65 років та старші. Медіана віку мешканця становила 38,0 року. На 100 осіб жіночої статі у місті припадало 92,3 чоловіків; на 100 жінок у віці від 18 років та старших — 85,2 чоловіків також старших 18 років.
Середній дохід на одне домашнє господарство становив 42 060 доларів США (медіана — 22 794), а середній дохід на одну сім'ю — 51 813 долари (медіана — 34 375). За межею бідності перебувало 27,6 % осіб, у тому числі 27,2 % дітей у віці до 18 років та 23,1 % осіб у віці 65 років та старших.
Цивільне працевлаштоване населення становило 227 осіб. Основні галузі зайнятості: будівництво — 15,9 %, сільське господарство, лісництво, риболовля — 12,8 %, освіта, охорона здоров'я та соціальна допомога — 11,9 %, роздрібна торгівля — 11,5 %.